# Ezaki Glico
Ezaki Glico Co., Ltd. (江崎グリコ株式会社, Ezaki Guriko Kabushiki-gaisha) (TYO: 2206) é uma doceria japonesa com sede em Osaka. Seu produto mais famoso é o tradicional biscoito Pocky.